# B 98 (Schiff)
Der Torpedoboot-Zerstörer B 98 war die zweite Einheit vom Typ B 97 und wurde 1914 von der Kaiserlichen Marine nach dem Ausbruch des Ersten Weltkriegs bestellt. Das Schiff entstand auf der Werft Blohm & Voss.
B 98 war ab 1915 bei der Hochseeflotte im Einsatz und nahm an der Skagerrakschlacht 1916 als Führerboot der II. Torpedobootsflottille teil. Es entging der Selbstversenkung der Kaiserlichen Hochseeflotte in Scapa Flow am 21. Juni 1919, da es als Postboot, pendelnd zwischen den Orkneys und Wilhelmshaven, eingesetzt war.
B 98 endete 1920 in der Lopness Bay, Sanday, wo es nach einem im Sturm missglückten Schlepp strandete. Reste des Wracks sind dort noch zu besichtigen.

## Geschichte
B 98 lief am 2. Januar 1915 in Hamburg auf der Werft Blohm & Voss vom Stapel und wurde im März in Dienst gestellt. Kommandant war Kapitänleutnant Theodor Hengstenberg.
Bezogen auf Größe, Kampfkraft und Seefähigkeit wie -ausdauer, war das Boot mit den gleichaltrigen britischen Flottillenführen (Admiralty-M-class-Zerstörer) vergleichbar und gehörte innerhalb der Kaiserlichen Marine zu einer Flottille typgleicher Boote. Diese II. Torpedoboot-Flottille war unter dem Kommando von Korvettenkapitän Heinrich Schuur und später Oskar Heinecke die schlagkräftigste Einheit der kaiserlich-deutschen Torpedobootsverbände und wurde entsprechend eingesetzt.

### Einsätze
Zunächst war B 98 1915 in der Nordsee eingesetzt.
Am 17. August 1915  kam es zu einem Gefecht der Zerstörer der II. Torpedobootsflottille, die auf dem Rückmarsch von einem Vorstoß zum Horns Riff auf den britischen Hilfsminenleger Princess Margaret (5.934 BRT), gesichert durch Zerstörer der „10th Destroyer Flotilla“ und „4th Destroyer Flotilla“, traf, die eine Minensperre nahe der Amrumbank legen wollten. Nur B 98 schoss Torpedos ab, verfehlte die Princess Margaret in der sehr dunklen Nacht bei ruhiger See aber und traf den Zerstörer Mentor (Zerstörer der Hawthorn-M-Klasse). Die Briten brachen daraufhin die Operation ab. Die Mentor verlor ihren Bug, konnte aber nach Harwich zurücklaufen.
Am 10. Februar 1916 kam es bei einem Vorstoß der II. Torpedobootsflottille zur Doggerbank erneut zu einem Zusammenstoß mit Minenlegern, was allerdings von deutscher Seite nicht erkannt wurde, da die Sloops der Flower-Klasse als Kreuzer angesprochen wurden.
In der Seeschlacht am Skagerrak erhielt B 98 einen Treffer, der den hinteren Zwillingstorpedosatz zerstörte, zwei Mann tötete und weitere elf verletzte. Die vorhandenen elf Zerstörer der II. Torpedobootsflottille waren im Verband der Aufklärungsstreitkräfte unter dem II. Führer der Torpedoboote (II. FdT; Kapitän zur See und Kommodore Paul Heinrich) auf dem kleinen Kreuzer Regensburg gelaufen.
1916 und 1917 erfolgten weitere Vorstöße in die Nordsee ohne Feindkontakt.
Im Oktober 1917 ging B 98 mit anderen Einheiten der II. Torpedoboots-Flottille in die Ostsee. Im Rahmen einer amphibischen Landungsunternehmung mit dem Heer sollten die baltischen Inseln Ösel, Dagö und Moon besetzt werden.

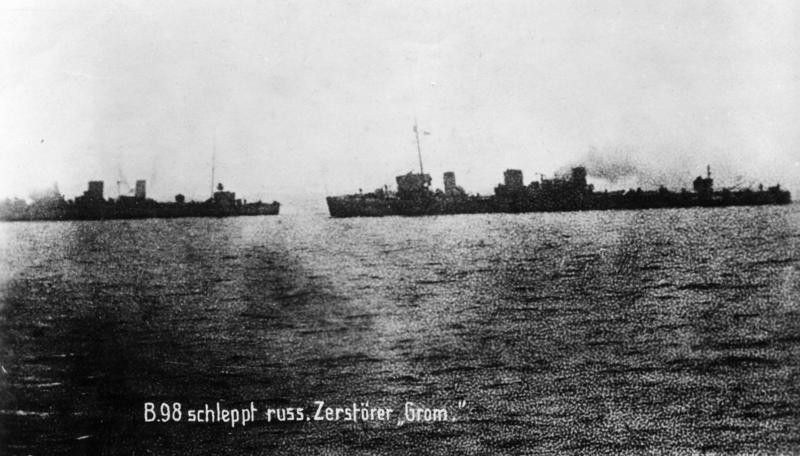
B 98 beim Versuch den russischen Zerstörer Grom abzuschleppen

Am 12. Oktober 1917 lief B 98 in einer von vier Gruppen von Torpedobooten in der Kassar Wiek, als es ab 13:20 Uhr zu einem laufenden Gefecht mit russischen Zerstörern auf eine Entfernung von 11.000 m kam. Dabei konnte der russische Zerstörer Grom soweit bekämpft werden, dass er gefechts- und bewegungsunfähig aufgeben wurde. Das Schiff wurde geentert und B 98 versuchte, es in Schlepp zu nehmen. Die Schäden erwiesen sich jedoch als zu schwer, und die Grom sank um 15:10 Uhr.

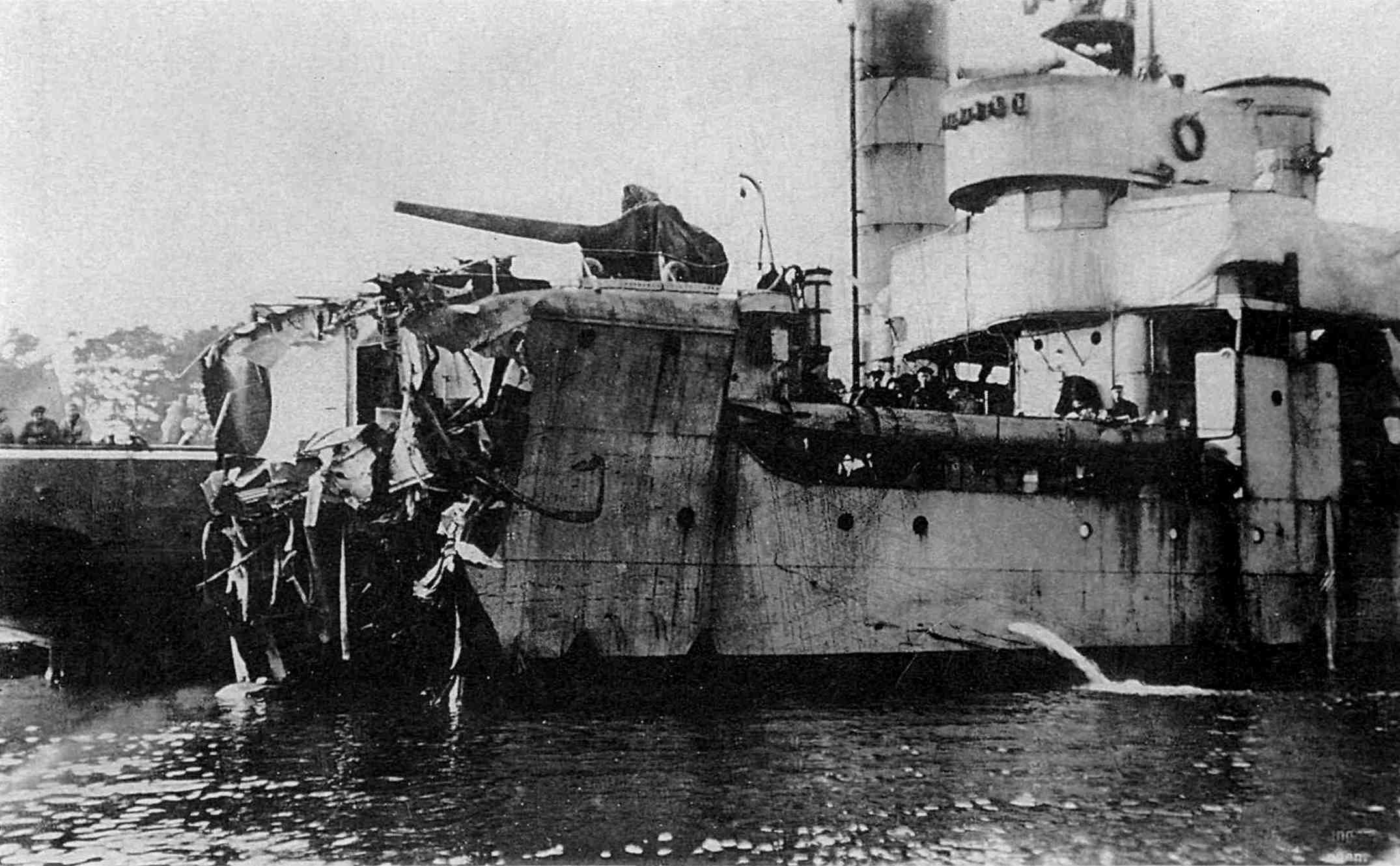
B 98 nach Verlust des Vorschiffs

Am 15. Oktober lief B 98 auf eine in der Nacht zuvor gelegte russische Minensperre und verlor das Vorschiff. Da ein großer Teil der Besatzung zu dieser Zeit unter Deck beim Essen war, waren 14 Tote und fünf Verwundete zu beklagen. Das Boot blieb aber schwimmfähig und wurde zur Reparatur nach Libau geschleppt. B 98 erhielt in Libau einen Behelfsbug aus Holz und lief dann mit eigener Kraft in die Werft.

### Endschicksal
B 98 diente 1918/19 als Postschiff zwischen Scapa Flow und dem Heimathafen der Hochseeflotte, Wilhelmshaven. Das Schiff traf am 22. Juni 1919, einen Tag nach der Selbstversenkung der Hochseeflotte, von Wilhelmshaven kommend in Scapa Flow ein. Angesichts der vorhergegangenen Ereignisse wurde das Schiff unmittelbar von Angehörigen der Royal Navy geentert.
Im Februar 1920 schleppten die Briten die wenigen deutschen Schiffe, die in Scapa Flow verblieben waren, zu Abwrackwerften. B 98 sollte in den schottischen Marinestützpunkt Rosyth verbracht werden. Es zog jedoch ein Sturm auf und die Verbindung mit dem schleppenden Zerstörer brach. B 98 trieb in nördliche Richtung in die Bay of Lopness auf Sanday, wo es im seichten Wasser direkt vor der Küste in der Bucht strandete.

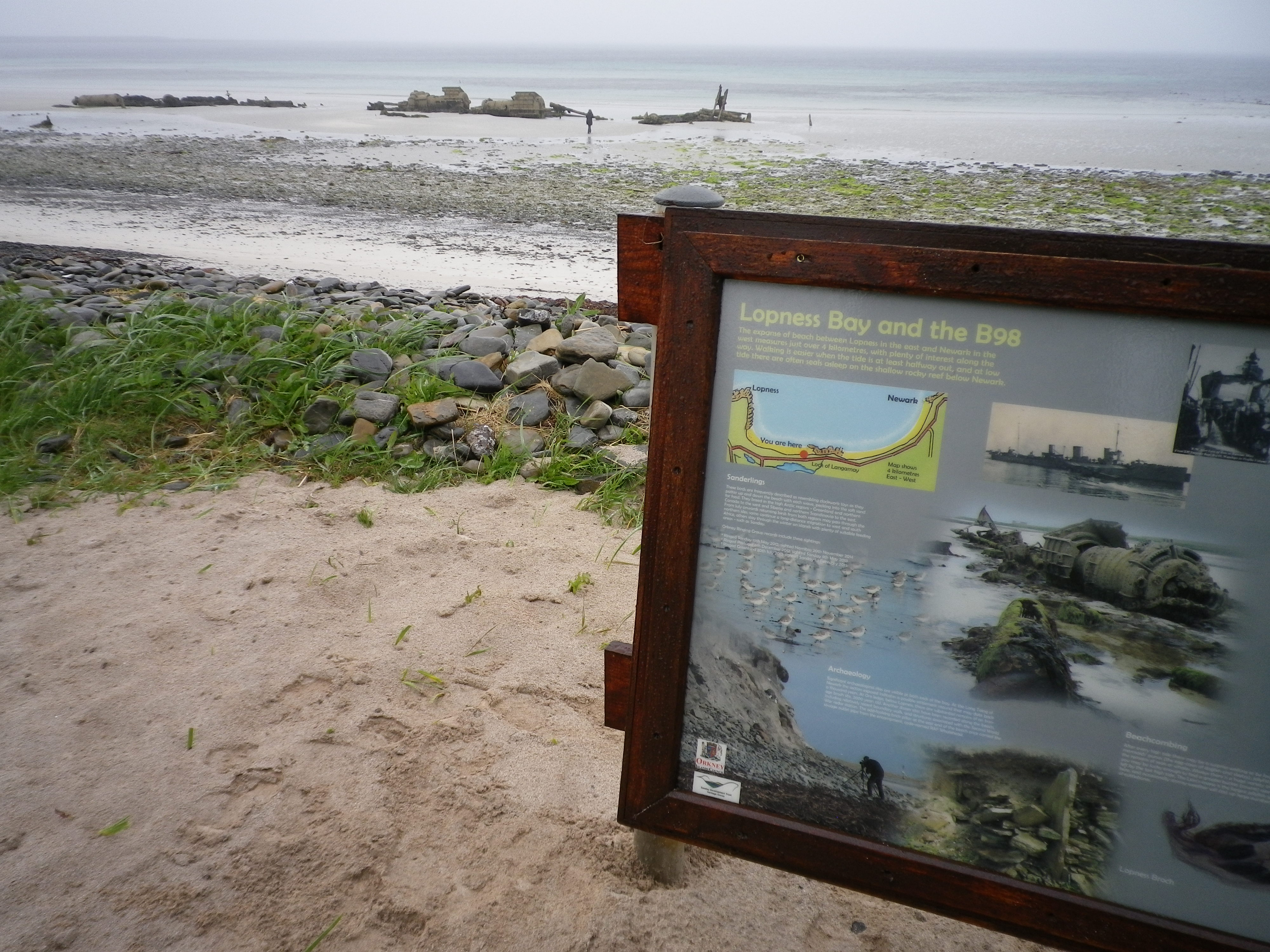
Lopness Bay: Reste des Wracks mit Erläuterungstafel

100 Jahre später liegt sie immer noch in der Bucht auf Position 59° 17′ N, 2° 27′ W. Anfängliche legale und weniger legale Bergungsarbeiten entledigten sie ihres Metalls, und einheimische Kinder erfreuten sich an der Entdeckung von Erinnerungsstücken. Im Jahr 1989 wurde eine ihrer Kanonen entfernt.
Die „Sanday’s Heritage Group“ hat in der Lopness Bay eine Erinnerungsstätte für B 98 eingerichtet. Zum 100. Jahrestag der Skagerrakschlacht wurde diese neu gestaltet der Öffentlichkeit präsentiert. Der Enkel des ehemaligen, während der Seeschlacht auf B 98 eingeschifften Führers der II. Torpedobootsflottille, Flottillenadmiral a. D. Heinrich Schuur, reiste aus diesem Anlass an und hielt einen Vortrag.

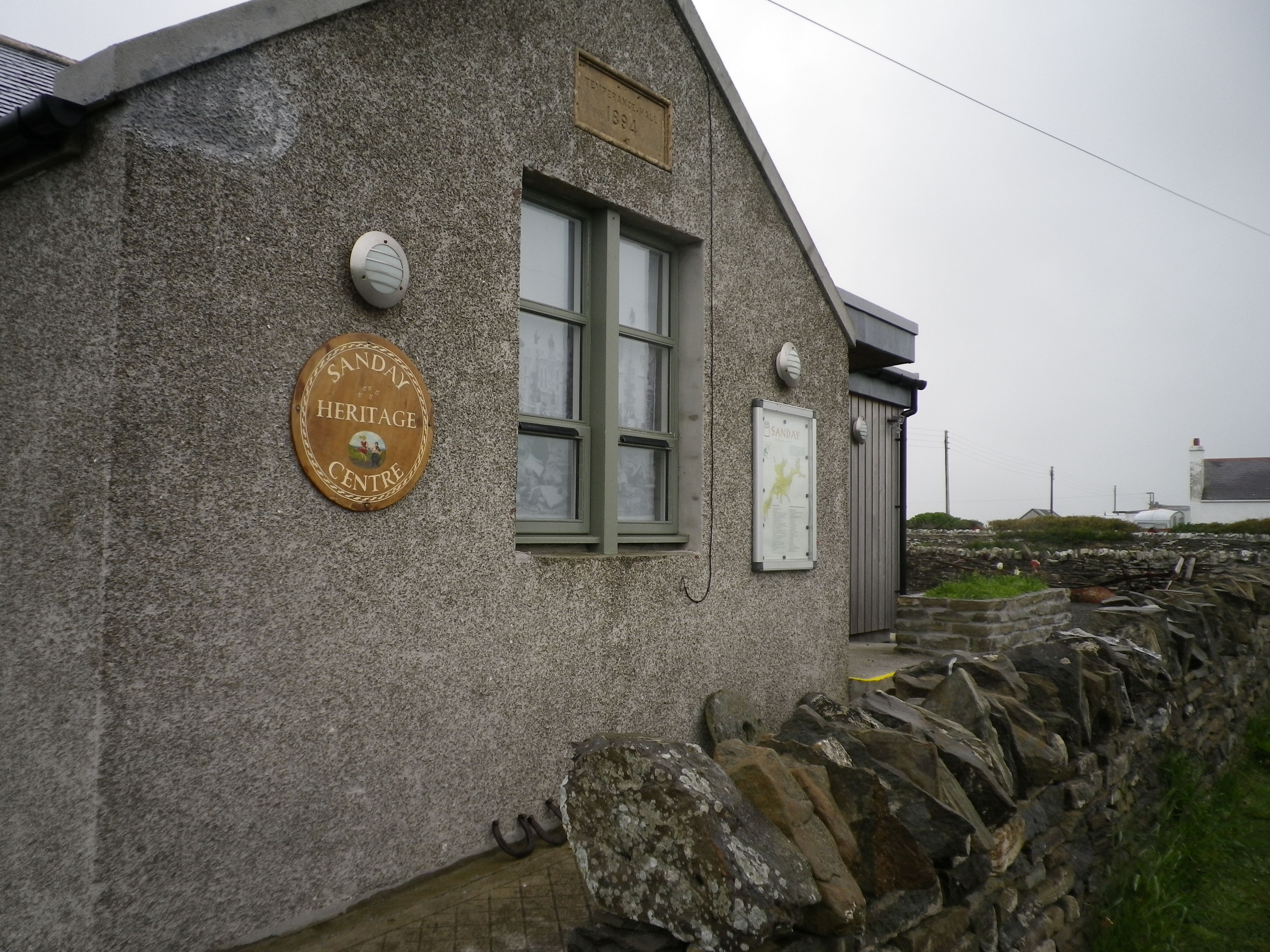
Sanday Heritage Centre

Im „Sanday Heritage Centre“ befinden sich historische Unterlagen über Strandung und Abbrucharbeiten sowie einige ausgewählte, vom Wrack geborgene Einzelteile.